# Донецка народна република
Донецката народна република (на руски: Донецкая народная республика; на украински: Донецька народна республіка; абревиатурно: ДНР) е самопровъзгласила се сепаратиска непризната държава в Донецка област, Украйна. Заедно с Луганската народна република сформира непризнатата конфедерация Новорусия, като се позовава на съответния исторически район и неговото име, а от февруари 2015 г. се налага като наследник на историческата Донецко-Криворожка съветска република. На 20 май 2015 г. ръководството на Новорусия обявява края на конфедерационния проект.
Донецката народна република и Украйна оценяват, че над 50 % от населението на Донецка област живее под властта на ДНР. Въпреки че бунтовниците контролират по-малка част от областта, те държат големи градове като Донецк и Горловка.

## История
На 11 май 2014 г. са проведени квазиреферендуми в Донецк и Луганск, където сепаратистите твърдят, че огромно мнозинство от гласувалите са подкрепили създаването на народните републики.
Между април и юли 2014 г. много части от Донецка област са под контрола на ДНР. Все пак въоръжените сили на Украйна си възвръщат много от тези територии по време на войната в Донбас. Впоследствие ДНР контролира единствено зоните около град Донецк.
Отначало Донецката република е призната само от частично признатата република Южна Осетия. Украинското правителство определя страната като терористична организация. Организацията на сепаратистите „Донецка Република“ е забранена в Украйна още от 2007 г. На 7 април 2014 г. група бунтовници, които заемат областната администрация в град Донецк и сградите на кметството, обявяват създаването на ДНР. През следващата седмица окупацията на правителствени сгради се разпростира из цялата Донецка област. На 16 май 2014 г. ДНР е обявена за терористична организация от правителството на Украйна.
От февруари 2017 г. Русия признава документи за самоличност, дипломи, актове за раждане и регистрационни номера на МПС, издадени от ДНР, докато се намери политическо уреждане на ситуацията .
На 21 февруари 2022 г. президентът на Русия Владимир Путин признава независимостта на Донецката и Луганската народна република, което води до силна реакция на държавите от НАТО, ООН, ЕС, включително и от България. Като отговор към признаването на независимост на републиките американският президент Джо Байдън заявява, че ще наложи санкции върху новопризнатите от Русия републики, включително и върху Русия, за която се обмислят санкции и от други страни. На 22 февруари 2022 г. Държавната дума на Русия единодушно приема федерален закон за признаването на Донецката и Луганската народна република за суверенни и независими държави и ратифицира договорите с тях за дружба и сътрудничество. Договорите с Русия са ратифицирани същия ден и от парламентите на ДНР и ЛНР.
На 24 февруари 2022 г. Русия нахлува в Украйна, поставяйки началото на пълномащабна война. През септември с.г. се провеждат квазиреферендуми за присъединяването към Русия на частично окупираните Донецка, Луганска, Херсонска и Запорожка област. Общото събрание на ООН утвърждава резолюция, която осъжда „опита за незаконно анексиране“ на четирите украински региона от страна на Русия. България е сред подкрепилите резолюцията държави.

## Тоталитаризъм
След почти 8 години съществуване ДНР и съседната ЛНР се характеризират като превърнати в тоталитарни държавни образувания, подобни на Северна Корея. Отбелязват се трудности при влизане в ДНР за чужденци и граждани на Украйна. Тайните служби и „лоялните“ граждани следят речта, телефонните разговори и текстовите съобщения. Несъгласните или бизнесмените, които отказват да „дарят“ за „нуждите на Народната република“, са хвърляни „в мазето“, с други думи – затваряни в импровизирани концентрационни лагери, без съд. Правозащитни групи и свидетели казват, че хиляди са били подложени на изтезания и жестокост изолации в „изби“. Според правозащитника нарушенията на човешките права правят Донецк и Луганск много по-лоши от днешна Русия. Според служител от Норвежкия хелзинкски комитет „може да се каже, че политическите репресии в Русия се усещат двойно в Донецк и Луганск и други области, ефективно контролирани от режима на Путин“. Републиката насочва насилствените действия на своите правоприлагащи органи срещу говорещи украински език, поддръжници на украинското правителство и проукраински жители.